# Andrea Star Reese
Andrea Star Reese (* 14. März 1952 in Milwaukee, Wisconsin, USA) ist eine US-amerikanische Fotografin und Videokünstlerin. Sie lebt in New York City.
Andrea Star Reese etablierte sich zunächst als Videokünstlerin und arbeitete hauptsächlich im Bereich Tanz und Theater. Ihre Aufnahmen der Terroranschläge vom 11. September 2001 stießen bei den Medien auf große Nachfrage, sodass sie sich häufiger dokumentarischen Arbeiten mit der Kamera zuwandte. 2003 war sie längere Zeit in Indonesien tätig, wo sie vom Video zur Fotografie wechselte. 2007 kehrte sie nach New York zurück, um am International Center of Photography zu studieren. Im selben Jahr begann sie an ihrem Projekt „The Urban Cave“ zu arbeiten, welches das Leben von obdachlosen Frauen und Männern in Notbehelfen in und um New York City dokumentiert, ungeachtet des Versuchs der Stadtverwaltung, diese provisorischen Lager zu verhindern. „The Urban Cave“ dokumentiert die Widerstandsfähigkeit der Menschen „auf der anderen Seite“ der Gesellschaft. Das Blickfeld ist dabei eher auf einzelne Personen und die Bandbreite ihres Lebens als auf die jeweiligen Entbehrungen gerichtet.
Einige ihrer Bilder wurden für die Wanderausstellung reGeneration2  - Tomorrow's Photographers Today ausgesucht, welche ihre Premiere 2010 im Musée de l’Elysée in Lausanne hatte.
Die französischen Organisationen Photographie.com und 24h.com beauftragten Andrea Star Reese, den 10. Jahrestag der Terroranschläge vom 11. September 2001 in New York City zu dokumentieren.
Die Bilder von Andrea Star Reese wurden u. a. am International Center of Photography in New York, am Pingyao International Photography Festival in China oder am Visa pour l’Image-Festival in Perpignan ausgestellt.